# Tymol
Tymol (2-izopropylo-5-metylofenol) – organiczny związek chemiczny z grupy terpenoidów i fenoli. Jest obok swojego izomeru karwakrolu składnikiem olejków eterycznych występujących w macierzance (tymianku), lebiodce (oregano) i cząbrze. Tworzy bezbarwne kryształy o charakterystycznym silnym zapachu macierzanki.

## Historia
W starożytnym Egipcie tymol i karwakrol były używane ze względu na ich właściwości bakterio- i grzybobójcze stosowane przy mumifikacji.
Tymol w postaci krystalicznej został odkryty w roku 1719 przez Caspara Neumanna, a w roku 1842 opisany na podstawie analizy elementarnej przez M. Lallemanda, który w sposób prawidłowy przedstawił stosunek węgla, wodoru i tlenu w tymolu. Analiza krystalograficzna z dokładnym określeniem pozycji atomów została wykonana dopiero w roku 1980.

## Właściwości
Ciśnienie pary nasyconej wynosi 2,5 hPa przy 25 °C.
Tymol jako derywat fenolu ma właściwości typowe dla fenolu. Jest trudno wchłaniany z przewodu pokarmowego, dlatego stosowany był jako środek przeciw robaczycy, a także do odkażania błon śluzowych. Jest silną trucizną komórkową. Uszkadza wątrobę, nerki, serce i ośrodkowy układ nerwowy.

## Otrzymywanie
Jedną z metod otrzymywania jest reakcja m-krezolu i propenu. Proces został opracowany w roku 1927 przez Karla Schoellkopfa z firmy Rheinische Kampfer Fabrik. Reakcję prowadzi się w obecności katalizatorów kwasowych w temperaturze 170–230 °C.

## Zastosowanie
Tymol jest stosowany jako środek dezynfekujący. W pszczelarstwie znajduje zastosowanie do zwalczania warrozy.

### Zastosowania medyczne
Dawniej tymol stosowany był jako środek przeciwpasożytniczy. Współczesne badania na myszach wskazują, że tymol może być skutecznym środkiem w bąblowicy, samodzielnie lub w połączeniu z albendazolem, prowadząc do istotnej redukcji protoskoleksu w cystach tasiemca. Po analizie poziomów enzymów ALP GOT oraz GPT po leczeniu wykazano, że tymol nie działał toksycznie na komórki myszy.
Tymol i jego pochodne badane są także jako środki przeciw kandydozie jamy ustnej.
Olejki eteryczne zawierające duże stężenia tymolu (m.in. Thymbra capitata, Thymus zigis) badano pod kątem potencjalnej skuteczności przeciw giardozie. Olejki w stężeniu 71–257 µg/ml w ciągu godziny zabijały prawie 50% badanej populacji lamblii. Nie stwierdzono ich cytotoksyczności dla komórek ssaków.